# Notsodipus marun
Notsodipus marun is een spinnensoort uit de familie Lamponidae. De soort komt voor in West-Australië, het Noordelijk Territorium en Queensland.